# Diploma Cavalerilor Teutoni
Diploma Cavalerilor Teutoni reprezintă un act de donație dat de regele Andrei al II-lea al Ungariei Ordinului Cavalerilor Teutoni, în 1211. Prin acesta le era garantată stăpânirea asupra Țării Bârsei. Originanul diplomei nu s-a păstrat, doar o copie târzie, din 1353.
„Andreas dei gratia Hungariae ... rex ... cruciferis de hospitali Sanctae Mariae ... quandam terram Borza nomine, ultra sylvas versus Cumanos, licet desertam et inhabitatam, contulimus pacifice inhabitandam, et in perpetuum libere possidendam ut et Regnum conversationem eorum propagatam diletatur... Insuper libera fora et tributa fororum eiusdem terre eis totaliter indulsimus... Statiumus etiam, quod nullus vaivoda super eos descensum habeat... Prima vero meta huius terre incipit de indaginibus Castri Almage et procedit usque ad indagines Castri Noilgiant et inde progreditur usque ad indagines Nicolaei, ubi aqua defluit que vocatur Alt, et sic ascendento per Alt usque ad Tortillou cadit in Alt, et iterum vadit usque ad ortum eiusdem Torrtillou, et ab ortu aque, que Timis vocatur, progreditur usque ad effluxum aque, que Borsa nominatur, deinde, sicut montes ninivum complectuntur eandem terram tendit usque in Almagium... ad nunimen regni contra Cumanos castra lignea et urbes ligneas construere eos permissimus ... Datum ... anno ab Incarnatione Domini MCCXI.”—Fragment în limba latină
„Andrei prin mila Domnului regele Ungariei...am dat această țară, numită Bârsa, aflată în Transilvania, înspre cumani, deși pustie și nelocuită, ca să se stabilească în pace și să o stăpânească liber în veci. Pe deasupra le-am lăsat pe deplin târgurile libere și vămile târgurilor din acel ținut... Mai hotărâm ca nici un voievod să nu aibă dreptul de găzduire la ei.”—Fragment în limba română - varianta Hurmuzaki și Densușianu
„Andrei prin mila Domnului regele Ungariei...am dat această țară, numită Bârsa, aflată dincolo de păduri, înspre cumani, deși sălbatică și locuită, ca să se stabilească în pace și să o stăpânească liber în veci. Pe deasupra le-am lăsat pe deplin târgurile libere și vămile târgurilor din acel ținut... Mai hotărâm ca nici un voievod să nu aibă dreptul de a se coborî (a se îndrepta) asupra lor.”—Fragment în limba română - varianta Tonciulescu

## Controverse
Traducerea inițială a aparținut lui Eudoxiu Hurmuzachi și lui Nicolae Densușianu,, acesta interpretând „desertam et inhabitatam” prin „(teritoriu) pustiu și nelocuit”. De asemenea, „nullus vaivoda super eos descensum habeat” a fost tradus prin „nici un voievod să nu aibă dreptul de găzduire la ei”. Primul fragment a stârnit o mare controversă printre istoricii români, care au preluat această traducere în lucrările lor. Întrucât acea afirmație nu corespundea cu dovezile arheologice, mulți au considerat diploma drept un fals (de exemplu Sextil Pușcariu). Cu toate acestea, ea a fost confirmată de o serie de alte acte și diplome, emise în anii imediat următori lui 1211 (a se vedea mai jos).
Prima remarcă asupra unor pretinse greșeli de traducere a textului a venit din partea inginerului Paul Lazăr Tonciulescu, cel care, printre altele, a realizat și o traducere a „Gestei Hungarorum” utilizând fotocopii după materialul original.
Astfel, el observă că regele Andrei al II-lea oferea Terra Borza (Țara Bârsei) cavalerilor teutoni, numind-o desertam et inhabitatam, cu precizarea scopului: pacifice inhabitandam. În limba latină deserta înseamnă „pustiu” = „sălbatic”, iar nu „pustiu” = „gol” (în latină vana). Tonciulescu se referă la forma verbală inhabito, de la habitare, care a însemnat întotdeauna „a locui în”, fiind folosit astfel în toate documentele vremii, deși în text apare forma adjectivală "inhabitata" ("terra inhabitata"), care înseamnă "țară nelocuită". 
De asemenea, în cazul frazei nullus vaivoda super eos descensum habeat, Tonciulescu oferă traducerea „nici un voievod să nu se coboare/îndrepte asupra lor”, argumentând prin exemple faptul că descensus înseamnă „coborâre” și nu „găzduire”, iar super se traduce prin „asupra”, nu „la”. În continuare, el concluzionează că, potrivit actului, în Țara Bârsei ar fi existat voievozi autohtoni lezați în drepturile lor, prin răpirea vămilor târgurilor ca importantă sursă de venit. Această presupunere legată de existența unei formațiuni politice tipic românească pe locul Țării Bârsei (sau în zonă), anterior venirii teutonilor, a fost vehiculată de unii cercetători și contestată de alții.
În cele din urmă, Tonciulescu precizează că termenul ultra silvas a fost greșit tradus prin „Transilvania”, argumentând că, potrivit diplomei, limita stăpânirii ungare, și deci a Transilvaniei, se afla pe Olt. Anume, sunt menționate „prisăcile” (indagines) Hălmeag (Castrum Almage), Ugra, azi Lunca de Sus (Castrum Noilgiant) și Micloșoara, azi în orașul Baraolt (indagines Nicolai). În continuare, menționează că ultra silvas se traduce literal, „peste păduri”, Țara Bârsei nefiind inclusă în Transilvania nici chiar două secole și jumătate mai târziu.
În contextul mai larg al diplomelor regale și pontificale din jurul anului 1200 cu privire la teritoriile de pe latura orientală și meridională a regatului maghiar, Stelian Brezeanu observă că aceste diplome menționează „pământurile pustii” (terra deserta, desertum, terra vacua) și „pământul deșart și nelocuit” (terra deserta et inhabitata). Din acest vid decurge dreptul regal de a acorda aceste pământuri călugărilor militari teutoni, care  erau în căutarea unui loc de așezare în Europa după nereușitele militare din Orientul Apropiat . Prin stabilirea teutonilor aici, locul devenea un „nou răsad” (nova plantatione, plantatio novella), o „țară gospodărită” (terra culta). Observând că țara nu era nici „pustie”, nici „nelocuită”, căci chiar diplomele îi menționează pe locuitorii ei, autorul caută să deslușească aceste formule în tradițiile din textele medievale europene, și chiar antice greco-romane, găsind că „pustiurile” sunt ținuturile necultivate, în afara spațiului civilizației (greco-romane, medievale). Pe la 1200 acest teritoriu este o „regiune slab populată, acoperită în cea mai mare parte cu păduri și pășuni, cu o agricultură practicată cu metodele tradiționale, fără orașe și cu puține fortificații”. Ca „pământ pustiu”, ea devine sol regal, fiind adăugată la spațiul „civilizației” arpadiene.

## Documente ce întăresc Diploma sau existența acesteia

#### Diploma din 1212, «după mai 7»
Dată de episcopul ultrasilvan Wilhelm, în ea se preconizează o serie de măsuri pentru a nu fi asuprit poporul autohton: 
„le-am dat lui și fraților săi așezați în țara din părțile Transilvaniei, pe care le-am dăruit-o pentru paza hotarelor acest privilegiu atât de însemnat ca nici un monetar să nu aibă voie de a intra în ținutul lor de peste păduri (ultra silvas) sau să cuteze a supăra cu ceva... iar pentru ca poporul ce locuiește acolo să nu fie asuprit de ei în vreo privință”.

#### Diploma din 1213
Prin aceasta se stabilește ce fel de dijme să se ia de la localnici.

#### Diploma din 19 aprilie 1218
Emisă la Laterano (Roma), o întărește pe cea din 1213 în ceea ce privește dijmele. Aceasta adaugă: 
„Al nostru frate Wilhelm, episcopul ultrasilvan... a îngăduit casei voastre, cu învoirea capitulului său, să luați dijma acestui pământ de la locuitorii lui de acum și cei viitori și să clădiți biserici, păstrând însă pentru sine și urmașii săi dijmele ungurilor și secuilor, dacă s-ar întâmpla să se strămute ei în această țară”.
Acest document demonstrează faptul că Țara Bârsei nu era, la acea vreme, populată cu unguri sau secui, iar aceștia nu aveau nici măcar în intenție așa ceva.

#### Diploma din 1222 sau Bula aurea
Prin ea se confirmă din nou cea din 1211 și sunt adăugate scutiri de vămi, la trecerea cavalerilor teutoni prin țara secuilor sau țara blacilor: 
„Idem concessimus, quod nullum tributum debeant persolvere nec populi eorum cum transierint per terram Siculorum aut per terram Blacorum, homines quoque nunc terram inhabitantes”.
De asemenea,
„pe lângă aceasta, pe oamenii ce locuiau în numitul ținut atunci când vi s-a făcut dania vouă și casei voastre, vi i-a lăsat liberi, fără nici o cerință... Vi s-a îngăduit să vă bucurați și de libertatea ca nici un schimbător de bani de dincolo de păduri să nu cuteze a intra în țara voastră”.